# Kyrylo Budanov
Kyrylo Oleksijovyč Budanov (ukrajinsky Кирило Олексійович Буданов; *4. ledna 1986, Kyjev) je ukrajinský zpravodajec, generálporučík Ozbrojených sil Ukrajiny. Od roku 2014 je aktivním účastníkem rusko-ukrajinské války.
Od srpna 2020 působí jako náčelník Hlavního ředitelství rozvědky Ministerstva obrany Ukrajiny, předtím krátce působil jako zástupce ředitele jednoho z oddělení Zahraniční rozvědky Ukrajiny.

## Život
Kyrylo Budanov se narodil 4. ledna 1986 v Kyjevě. V dětství se věnoval plavání. V roce 2007 absolvoval Vojenskou akademii v Oděse. V roce 2023 se zapsal k postgraduálnímu studiu na Ostrožské akademii.
Jeho ženou je od roku 2013 psycholožka Marianna Budanova (*1993), která působí také jako poradkyně primátora Kyjeva Vitalije Klička pro otázky prevence a odhalování korupce v oblasti mládežnické politiky a sportu a v roce 2020 za jeho stranu UDAR kandidovala do Kyjevské městské rady. Před válkou vyučovala na Policejní akademii psychologii pro právníky. V roce 2023 byla po lehké otravě těžkými kovy hospitalizována v nemocnici. Její stav se znovu zhoršil koncem roku 2024, kdy měla být tajně transportována na specializované léčení do USA. Na veřejnosti se poprvé znovu objevila v únoru 2025 bez viditelných známek zdravotních problémů.
Budanov je milovníkem zvířat, přímo v kanceláři má kočku, kanárka a žábu. Jako malý rád sledoval filmy s Jeanem-Paulem Belmondem, jeho nejoblíbenějším je špionážní snímek Profesionál.

### Pokus o atentát
Dne 4. dubna 2019 vybuchla v Budanovově voze Chevrolet Evanda nálož, umístěná tam Rusem s občanstvím Kyrgyzstánu a s doklady znějícími na jméno Alexej Lomaka. Nálož vybouchla předčasně a útočníkovi utrhla část ruky. Lomaka byl spolu se svou sabotážní skupinou zadržen, ale v nemocnici na následky zranění zemřel. Zbylí dva Rusové byli v roce 2020 odsouzeni na 8 a 12 let vězení.
Podle některých zdrojů mělo být na Budanova spácháno více než 10 pokusů o atentát.

### Spekulace o jmenování ministrem obrany
Počátkem února 2023 oznámil jeden z představitelů politické strany Služebník lidu prezidenta Zelenského, že Budanov bude jmenován ministrem obrany Ukrajiny. Nahradit měl Oleksije Reznikova, jehož ministerstvo se v té době potýkalo s kauzami nevýhodných domácích nákupů. Záhy se ale ukázalo, že šlo o předčasné oznámení neprojednané s Reznikovem ani Budanovem a k náhradě nakonec nedošlo. Analytici poukazovali na obtížnou nahraditelnost Budanova v čele rozvědky a fakt, že dle ukrajinských zákonů nemůže pozici ministra zastávat voják.
Novým ministrem obrany byl nakonec 6. září 2023 jmenován Rustem Umerov.

## Vojenská kariéra

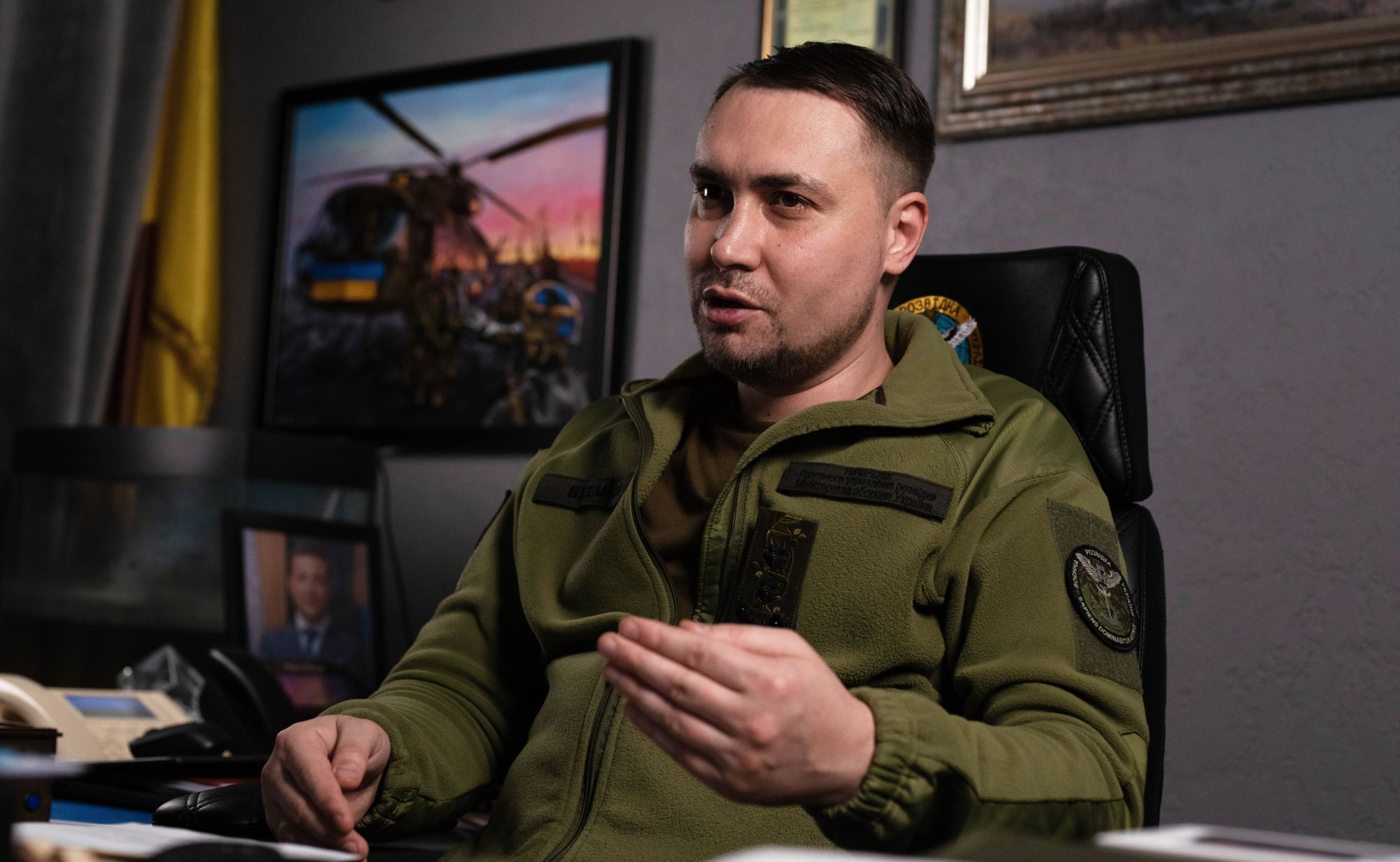
Budanov ve své kanceláři

Hned po absolvování vojenské akademie v roce 2007 nastoupil Budanov ke speciálním silám HUR.
Od roku 2014 se aktivně účastnil války na Donbase, kde byl několikrát zraněn. Mezi lety 2018–2020 plnil speciální úkoly, jejichž obsah je utajován. V listopadu 2018 nicméně Rusko obvinilo Budanova z organizování sabotáží na Krymu.
V roce 2020 se stal zástupcem ředitele jednoho z oddělení Zahraniční rozvědky Ukrajiny, po pár měsících ho však prezident jmenoval do pozice náčelníka Hlavního ředitelství rozvědky Ministerstva obrany Ukrajiny. Za své hlavní cíle Budanov při nástupu označil zvýšení vlivu rozvědky na Krymu a v okupovaných částech Donbasu s cílem jejich budoucí reintegrace. Budanov je také zastáncem úzké spolupráce se západními tajnými službami.

### Ruská invaze na Ukrajinu

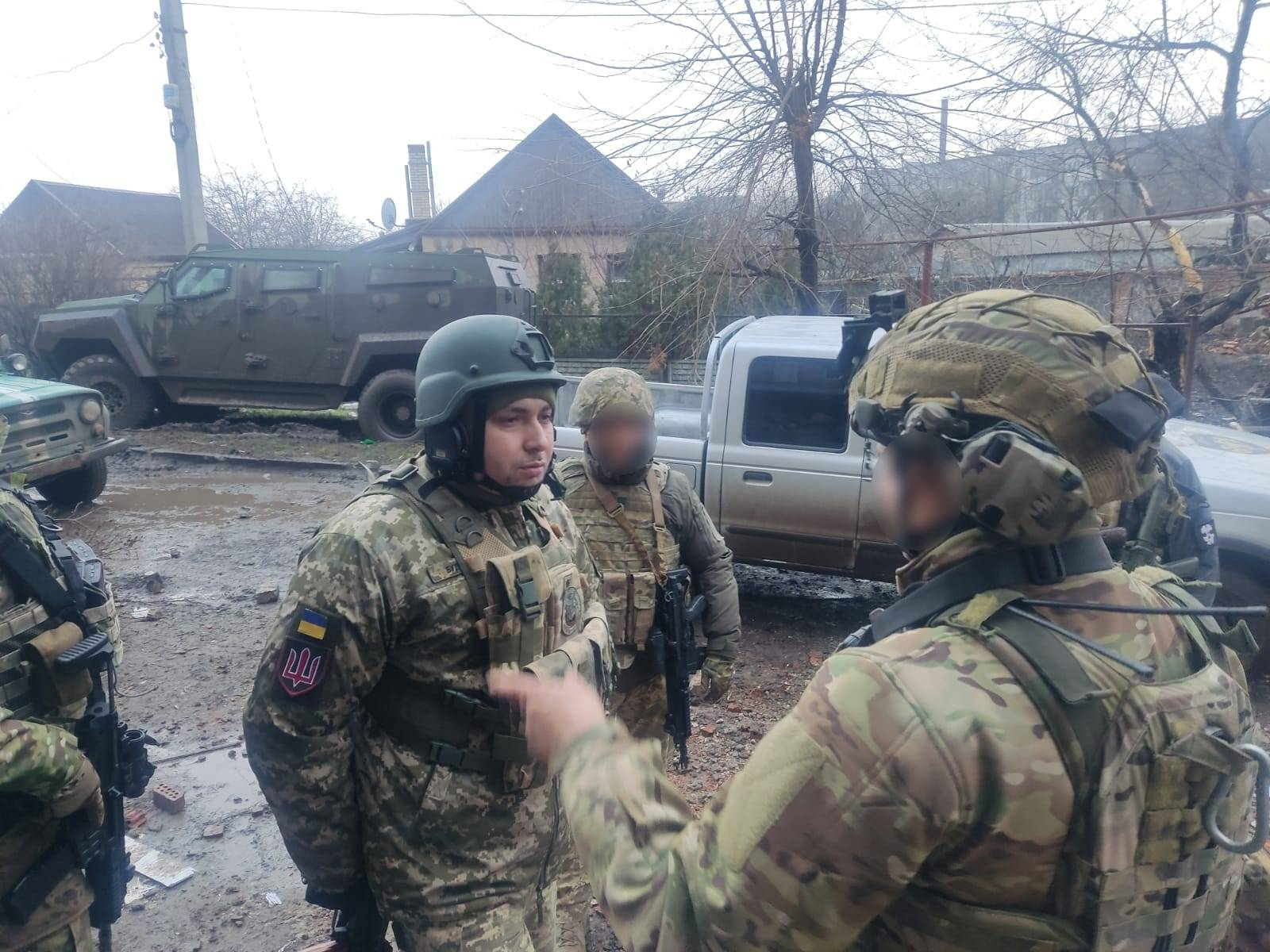
Kyrylo Budanov poblíž frontové linie během bitvy o Bachmut, 28. 12. 2022

V listopadu 2021 poskytl Budanov rozhovor americkému listu Military Times, kde předpověděl záměr Ruska napadnout v lednu či únoru následujícího roku Ukrajinu. Správně odhadl, že Rusko zaútočí přes Donbas, Bělorusko a pokusí se o vylodění v Mariupolu či Oděse, a že půjde o válku vysoké intenzity zahrnující raketové a dělostřelecké útoky, nasazení obrněnců a výsadkové operace. Rusko v reakci na rozhovor obvinilo Ukrajinu z přípravy „silového řešení konfliktu na Donbase“ a politické vedení Ukrajiny nadále tvrdilo, že invaze ještě není jistá.
Třetího dubna 2022 byl prezidentem povýšen do hodnosti generálmajora. V květnu 2022 byl jmenován do čela Koordinačního štábu pro zacházení s válečnými zajatci. V září 2022 následně pomáhal vyjednat výměnu zajatců, která zahrnovala propuštění 215 ukrajinských obránců včetně více než stovky bojovníků pluku Azov a jejich velitelů, které Rusko původně chtělo v politickém procesu soudit. Vyměněni byli za ukrajinského oligarchu a kmotra Putinovy dcery Viktora Medvedčuka.
V dubnu 2023 v nepřítomnosti Budanova „zatknul“ moskevský soud, a to pro údajné organizování teroristické skupiny, přípravy teroristického útoku a neoprávněné obchodování se zbraněmi a výbušninami. FSB totiž Budanova obviňuje z organizace útoku na Krymský most 8. dubna 2022. Budanov reagoval, že je tím potěšen, bere to jako ocenění práce HUR a přislíbil, že budou pracovat ještě lépe.
Dne 7. září 2023 byl prezidentem povýšen do hodnosti generálporučíka.

## Vyznamenání
- Řád za odvahu 1., 2. a 3. třídy
- Kříž za bojové zásluhy (23. srpna 2022) – „za významné osobní zásluhy o ochranu státní suverenity a územní celistvosti Ukrajiny, nezištnou službu ukrajinskému lidu, věrnost vojenské přísaze“[33][34]
- Medaile obránce vlasti
- Odznak ministerstva obrany Za vojenskou statečnost
- Odznak ministerstva obrany Za osobní zásluhy 2. třídy
- Odznak náčelníka Generálního štábu Ozbrojených sil Ukrajiny „Účastník ATO“
- Ocenění Hlavního ředitelství rozvědky Ministerstva obrany Ukrajiny Za odvahu při plnění zvláštních úkolů
- Řád sv. Jiří (8. listopadu 2022)[35]
- Řád archanděla Michaela 2. stupně (30. října 2020)[36]
- Hrdina Ukrajiny (2024)[37]

## Hodnosti
- Brigádní generál (od 24. srpna 2021)[38]
- Generálmajor (od 3. dubna 2022)[39]
- Generálporučík (od 7. září 2023)[1]